# Krabi (provincie)
Provincie Krabi se nachází v Thajsku jižním směrem od hlavního města Bangkoku. Má rozlohu 4 709 km² (rok 2014), počet obyvatel je přibližně 478 tisíc.
Provincie Krabi je oblíbenou turistickou destinací díky blízké dostupnosti některých ostrovů jako Koh Phi Phi. Provincie má větší množství skalních masivů, desítky kilometrů pláží a do provincie spadá více než 120 ostrovů.